# Кордон Мошокского лесничества
Кордон Мошокского лесничества — населённый пункт в Судогодском районе Владимирской области России, входит в состав Мошокского сельского поселения.

## География
Населённый пункт расположен в 3 км на север от центра поселения села Мошок и 30 км на юго-восток от Судогды.

## История
После Великой Отечественной войны населённый пункт входил в состав Мошокского сельсовета, с 2005 года — в составе Мошокского сельского поселения.

## Население
| 2002 | 2010 | 2021 |
| ---- | ---- | ---- |
| 13   | ↘8   | ↘7   |